# Luhove, Sînelnîkove
Luhove (în ucraineană Лугове) este un sat în comuna Derezuvate din raionul Sînelnîkove, regiunea Dnipropetrovsk, Ucraina.

## Demografie
Componența lingvistică a localității Luhove
     Ucraineană (88,89%)
     Rusă (11,11%)
Conform recensământului din 2001, majoritatea populației localității Luhove era vorbitoare de ucraineană (88,89%), existând în minoritate și vorbitori de rusă (11,11%).